# Conrad Gauthier
Pour les articles homonymes, voir Gauthier.
Conrad Gauthier, né le 8 août 1885 à Montréal et mort le 14 février 1964, est un auteur-compositeur-interprète, comédien, chanteur et un folkloriste québécois.

## Biographie
Né à Montréal, il est un pionnier de la radio et du disque folklorique québécois, enregistrant plus de 100 chansons et monologues, souvent aux côtés d'Elzéar Hamel, dans les années 1920. Sa grande réalisation comme folkloriste demeure la mise sur pied des Veillées du bon vieux temps qu'il fonde avec Marius Barbeau. Il anime longtemps ses soirées au Monument-National (1921-41) de Montréal. Il y côtoie les principaux chanteurs de la mouvance folklorique de cette période soit : Isidore Soucy, Ovila Légaré, Eugène Daigneault, Alfred Montmarquette, Charles Marchand, Alexandre Desmarteaux, Blanche Gauthier et La Bolduc.
Pendant les années 1930, sa musique est jouée sur CKAC avec Isidore Soucy et Donat Lafleur.
Ses 40 Chansons d'autrefois (Thérien Frères 1930, 1932) et 40 Autres chansons d'autrefois (Archambault 1947) sont réunies dans le recueil Dans tous les cantons (Archambault 1963).
Il est enterré au cimetière Notre-Dame-des-Neiges de Montréal. Son fils Paul-Marcel Gauthier poursuit son œuvre de folklore, sa cousine éloignée Aude Gauthier s'occupant de faire connaître son oeuvre en France.